# アルタ (ノルウェー)
 アルタ（ノルウェー語: Alta、Áltá）は、ノルウェーのフィンマルク県にある基礎自治体。行政の中心はアルタ町にある。面積は3,849平方キロメートル、人口は21,708人（2024年）。
1838年1月1日に設立された。1863年4月1日にタルヴィクが分かれたが、翌年の1月1日に統合している。

## 基礎情報

### 地名
近くのアルタフィヨルドにちなみ名付けられたとされる。1918年より前はAltenと表記されていた。

### 紋章
現在の紋章は1976年7月9日に国王の認可を得た。この地域で旧石器時代後期の珪岩の槍のやじりが見つかったことから、槍のやじりが描かれている。アルタ産の珪岩はノルウェー北部で広く利用されている。

## 歴史
この地域には前4200年から前500年にかけて描かれたアルタの岩絵があり、ユネスコの世界遺産に登録されている。石器時代に栄えたコムサ文化は、最初にそれらの証拠物が発見されたアルタのコムサ山地にちなみ名付けられた。
1854年10月14日にはエルヴェバケンで1852年のサーミ人によるカウトケイノの反乱を主導したモンス・アスラクセン・ソンビーとアスラク・ヤコプセン・ハッタが斬首に処された。遺体はコフィヨール教会の墓地の近くに埋葬されたが、頭部はオスロ大学のアナトミスク研究所に贈られた。その後、同大学の頭蓋骨コレクションとして1世紀以上も保管されたが、1985年にサーミ人活動家の抗議で手放され、1997年11月にコルフィヨール教会に戻ってきた。人の遺体と頭部が140年もの間を置いて埋葬されるという珍しいエピソードであった。
第二次世界大戦ではドイツ海軍の戦艦ティルピッツが港に停泊していたため、一帯は連合国軍の空襲を受け壊滅した。
1979年、アルタ川に水力発電用のダムの建設計画が浮上すると、サーミ人や環境保護活動家らはデモを行い計画撤回を求めた。結局ダムは建設されたが、川は依然としてサーモンの好漁場になっている。
1999年には都市（町）に昇格し、人口も漸増している。

## 地理・気候
人口1万人を超す都市のなかで世界最北に位置するアルタは、県西部のアルタフィヨルドの沿岸部、広大な森林地帯、フィンマルク高地の一部など3,845 km²を管轄している。アルタ川には侵食作用によりヨーロッパ最大級の峡谷が形成された。人口はアルタ町に集中しているが、フィヨルド沿いにも家々が立ち並んでいる。真夏の昼間の気温はノルウェー南部とひけをとらず、低地では冬の嵐の影響も受けないため暮らしやすい。年平均気温は1.3℃。アルタ川の渓谷沿いには永久凍土はなく、モモやマツが繁っている。降水量は年間420mmと少ない。澄んだ空はオーロラ観察の絶好のロケーションである。
| フィンマルクの過去十年間の気候 | フィンマルクの過去十年間の気候 | フィンマルクの過去十年間の気候 | フィンマルクの過去十年間の気候 | フィンマルクの過去十年間の気候 | フィンマルクの過去十年間の気候 | フィンマルクの過去十年間の気候 | フィンマルクの過去十年間の気候 | フィンマルクの過去十年間の気候 | フィンマルクの過去十年間の気候 | フィンマルクの過去十年間の気候 | フィンマルクの過去十年間の気候 | フィンマルクの過去十年間の気候 | フィンマルクの過去十年間の気候 |
| 月                             | 1月                            | 2月                            | 3月                            | 4月                            | 5月                            | 6月                            | 7月                            | 8月                            | 9月                            | 10月                           | 11月                           | 12月                           | 年                             |
| ------------------------------ | ------------------------------ | ------------------------------ | ------------------------------ | ------------------------------ | ------------------------------ | ------------------------------ | ------------------------------ | ------------------------------ | ------------------------------ | ------------------------------ | ------------------------------ | ------------------------------ | ------------------------------ |
| 平均最高気温 °C （°F）         | −4 (25)                        | −5 (23)                        | −2 (28)                        | 3 (37)                         | 8 (46)                         | 13 (55)                        | 17 (63)                        | 15 (59)                        | 10 (50)                        | 5 (41)                         | 0 (32)                         | −3 (27)                        | 4.8 (40.5)                     |
| 平均最低気温 °C （°F）         | −9 (16)                        | −9 (16)                        | −7 (19)                        | −2 (28)                        | 4 (39)                         | 9 (48)                         | 12 (54)                        | 11 (52)                        | 6 (43)                         | 1 (34)                         | −4 (25)                        | −7 (19)                        | 0.4 (32.8)                     |
| 降水量 mm （inch）             | 32 (1.26)                      | 26 (1.02)                      | 25 (0.98)                      | 20 (0.79)                      | 22 (0.87)                      | 34 (1.34)                      | 54 (2.13)                      | 47 (1.85)                      | 43 (1.69)                      | 42 (1.65)                      | 37 (1.46)                      | 38 (1.5)                       | 420 (16.54)                    |
| 出典： 2009年12月11日          |                                |                                |                                |                                |                                |                                |                                |                                |                                |                                |                                |                                |                                |

多種多様な鳥が立ち寄るアルタオセン湿地帯は、バードウォッチャーに人気である。

## 交通
フィンマルク県の交通の要衝で、オスロ線が就航しているアルタ空港は2009年におよそ33万人が利用した。中心部には港湾施設があり、欧州ルートE6号線も通る。この道路はスカンジナビア半島の南部に通じているが、フィンランド北部を経て半島南部に至る93号線のほうが若干早く着く。

## 経済
商業、教育、公共サービスなどが盛んで、粘板岩の採石場があることでも知られる。教育ではノルウェー北極大学アルタキャンパスやノールトNIBRフィンマルクという研究機関が所在する。また、ヨーロッパ最北のアイスホテル（建物が氷でつくられているホテル）や世界最北の日産ディーラーなどがある。

## スポーツ
サッカークラブのアルタIFが本拠地としている。

## ゆかりの人物
- テリエ・マルテンソン・イェンセン
- クラウス・ペテルセン - サッカー選手
- エイル・ラスムセン - 作家
- ビョルン・ヴィルコラ - スキージャンプ選手
- ダニエル・A・イサクセン
- ヴェロニサ・ヤネット・イサクセン

## 姉妹都市
- オウル（フィンランド、1948年から[6]）

## ギャラリー

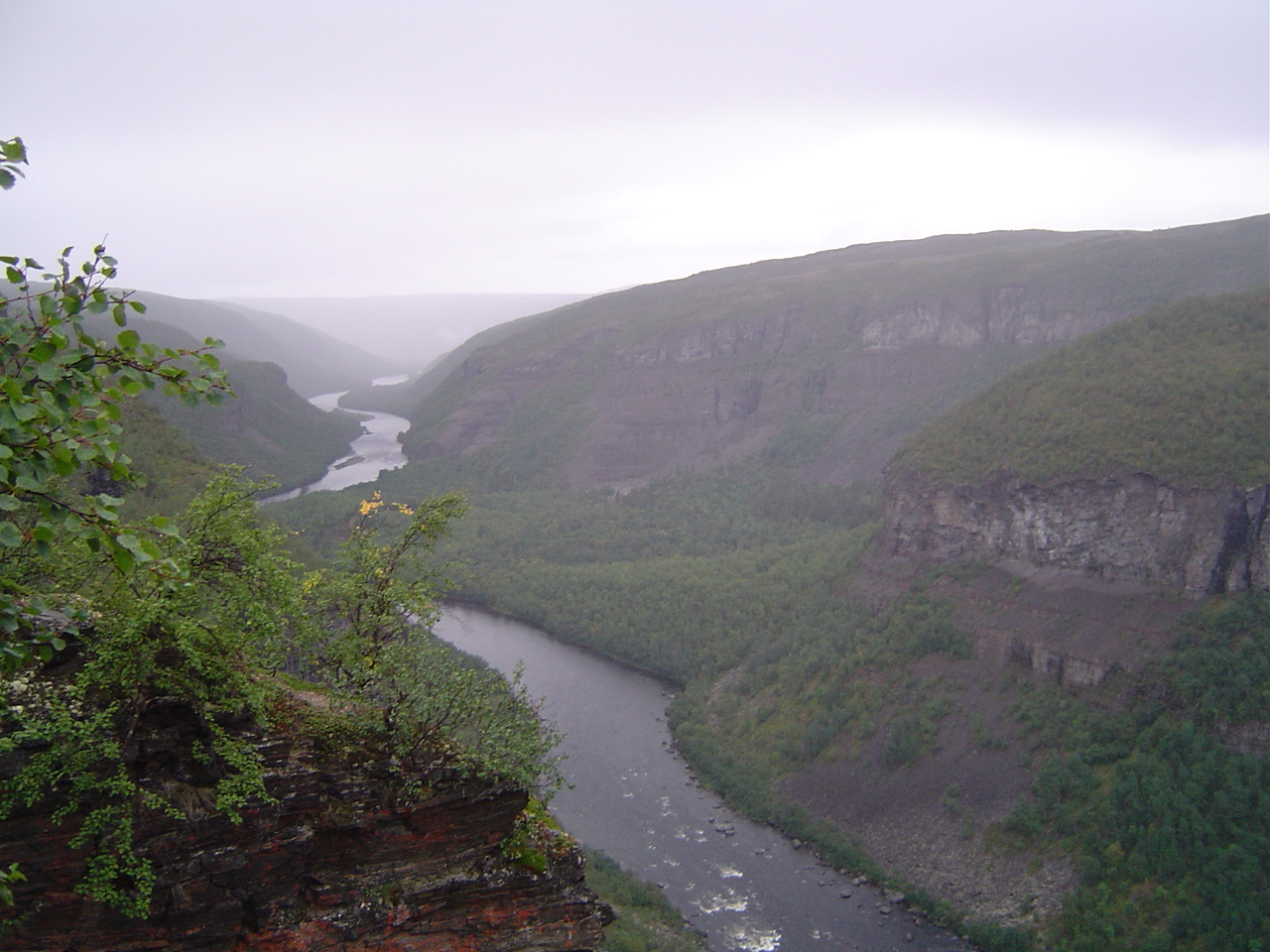
スカンジナビア半島最大級のアルタ川峡谷
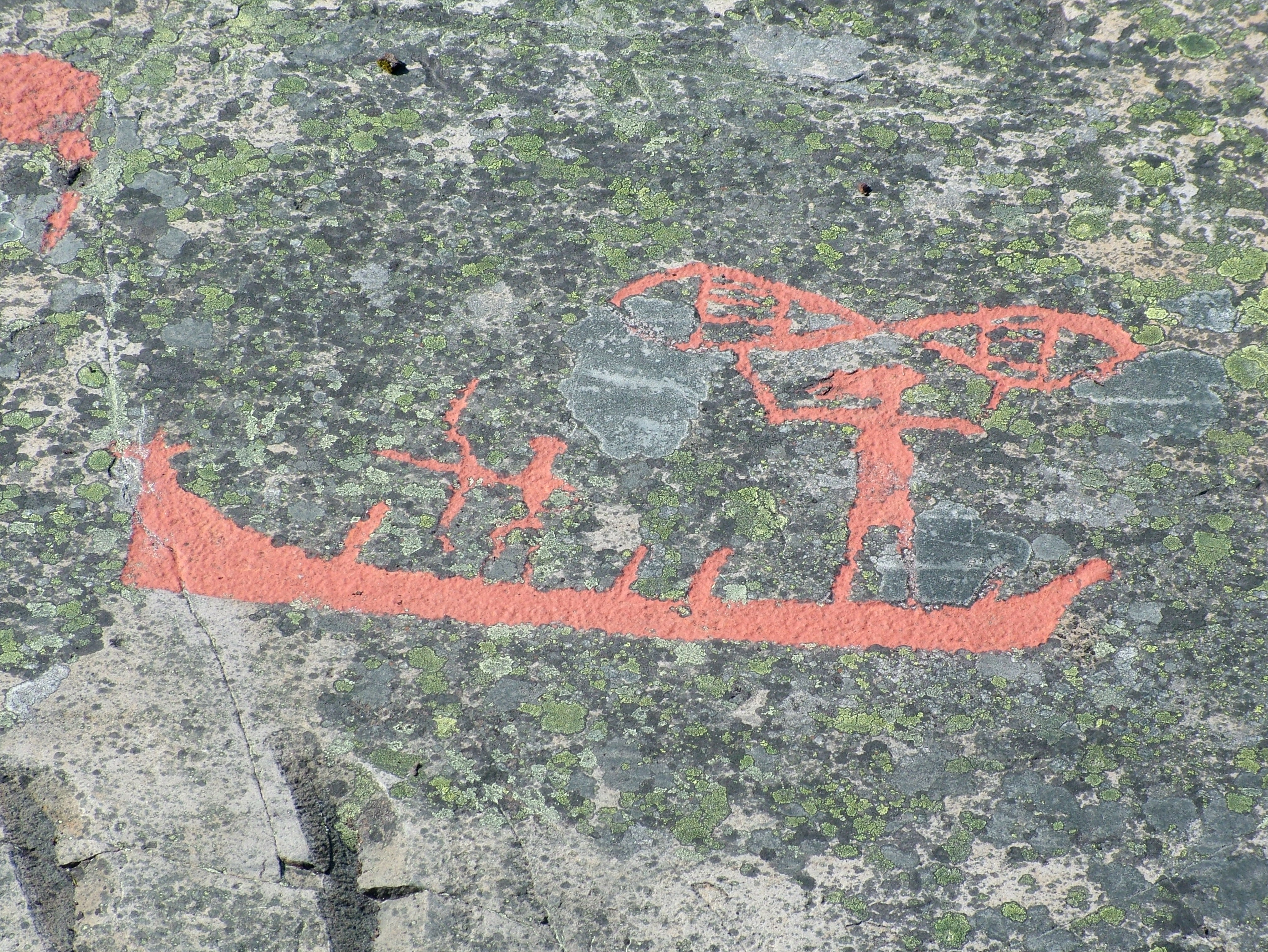
世界遺産「アルタの岩絵」
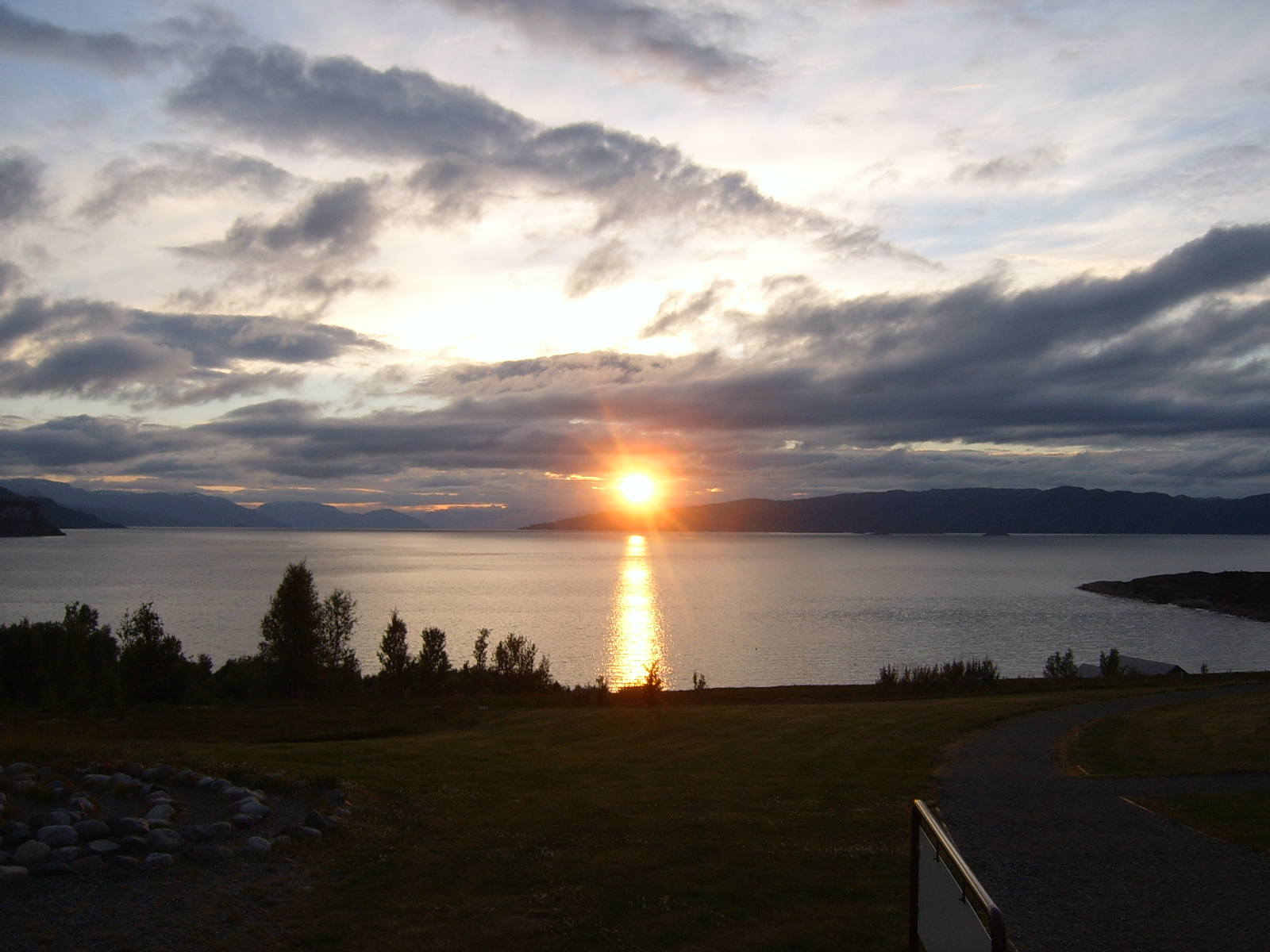
白夜
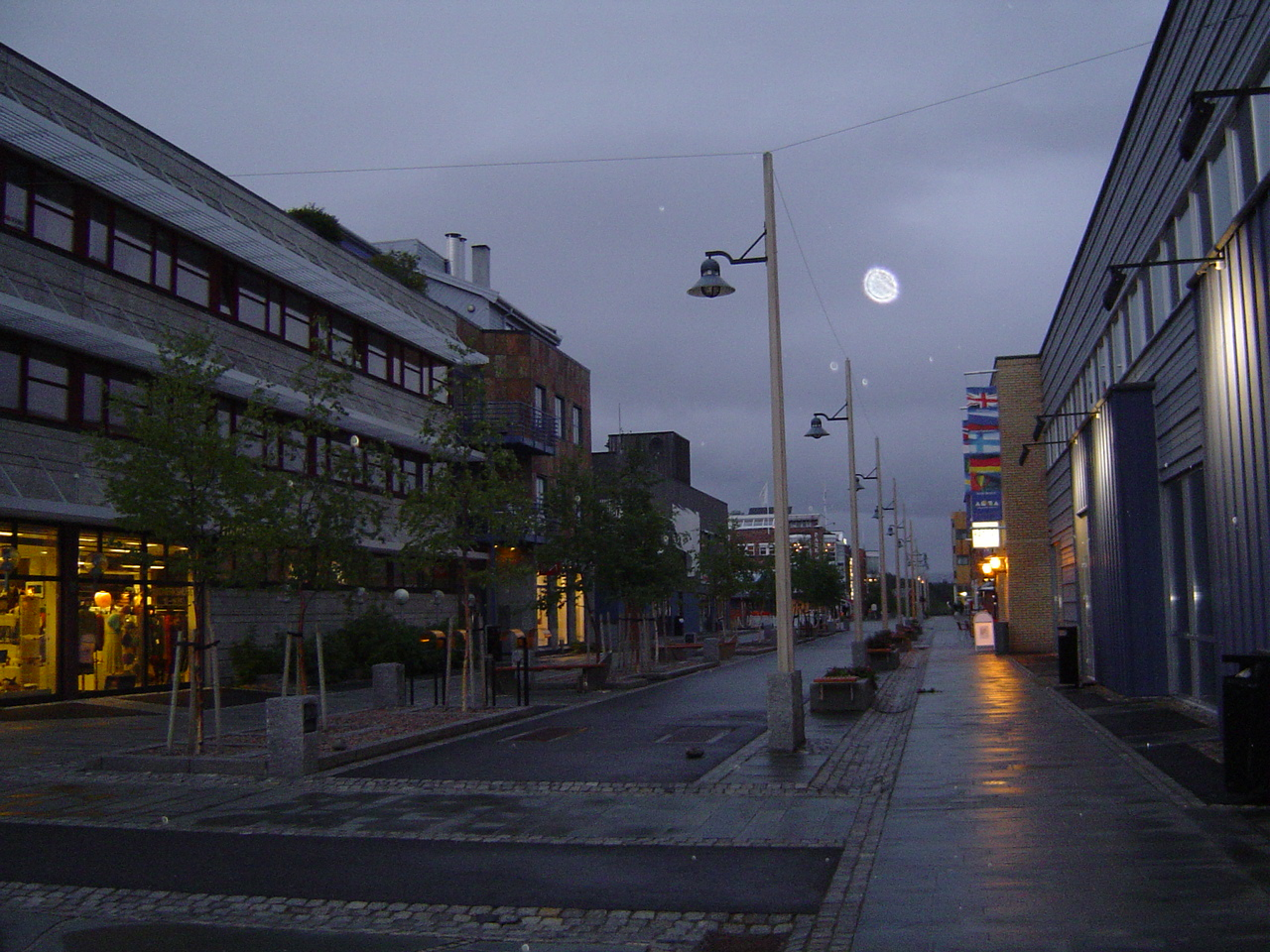
アルタの中心街
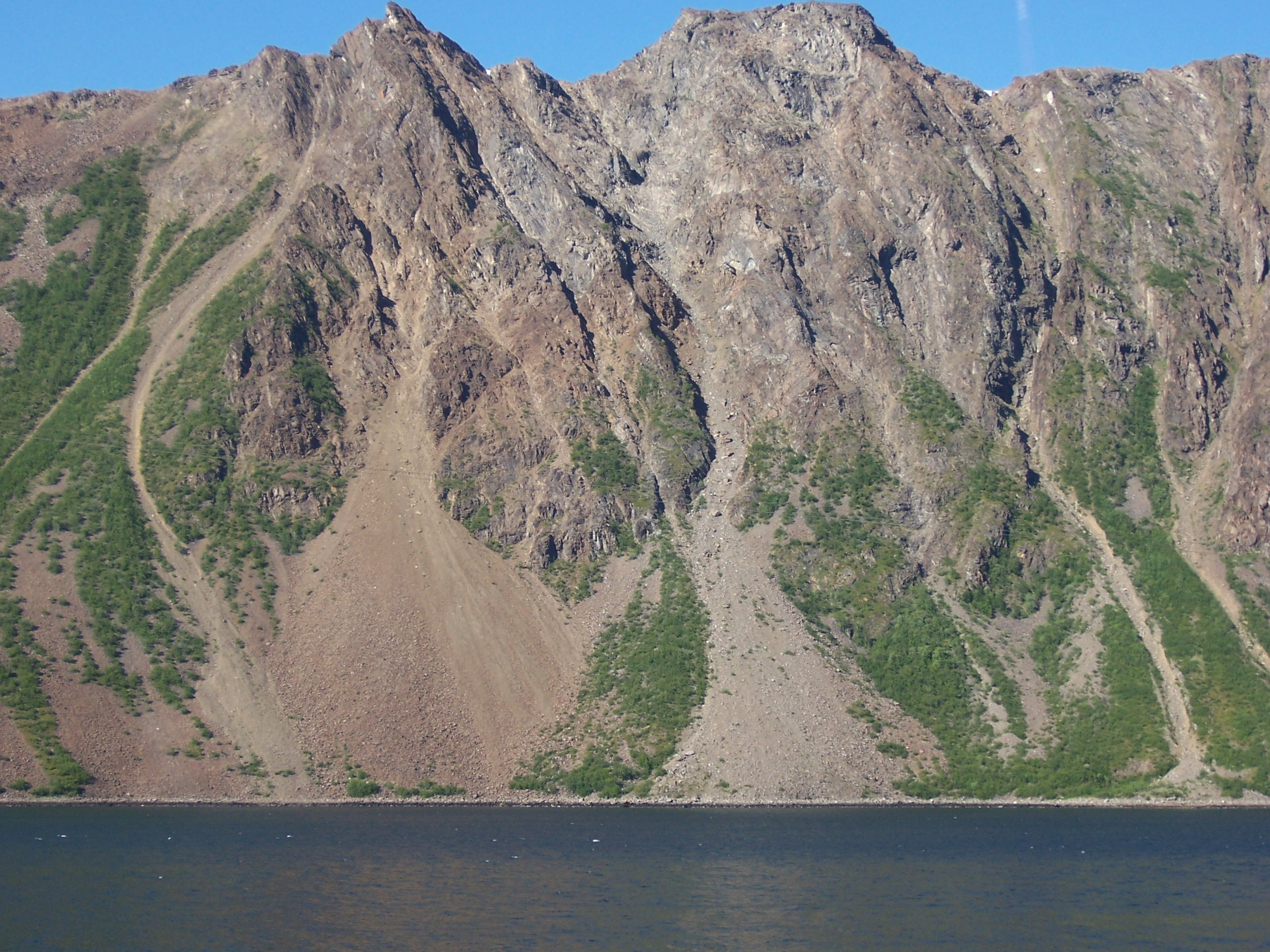
フィヨルド
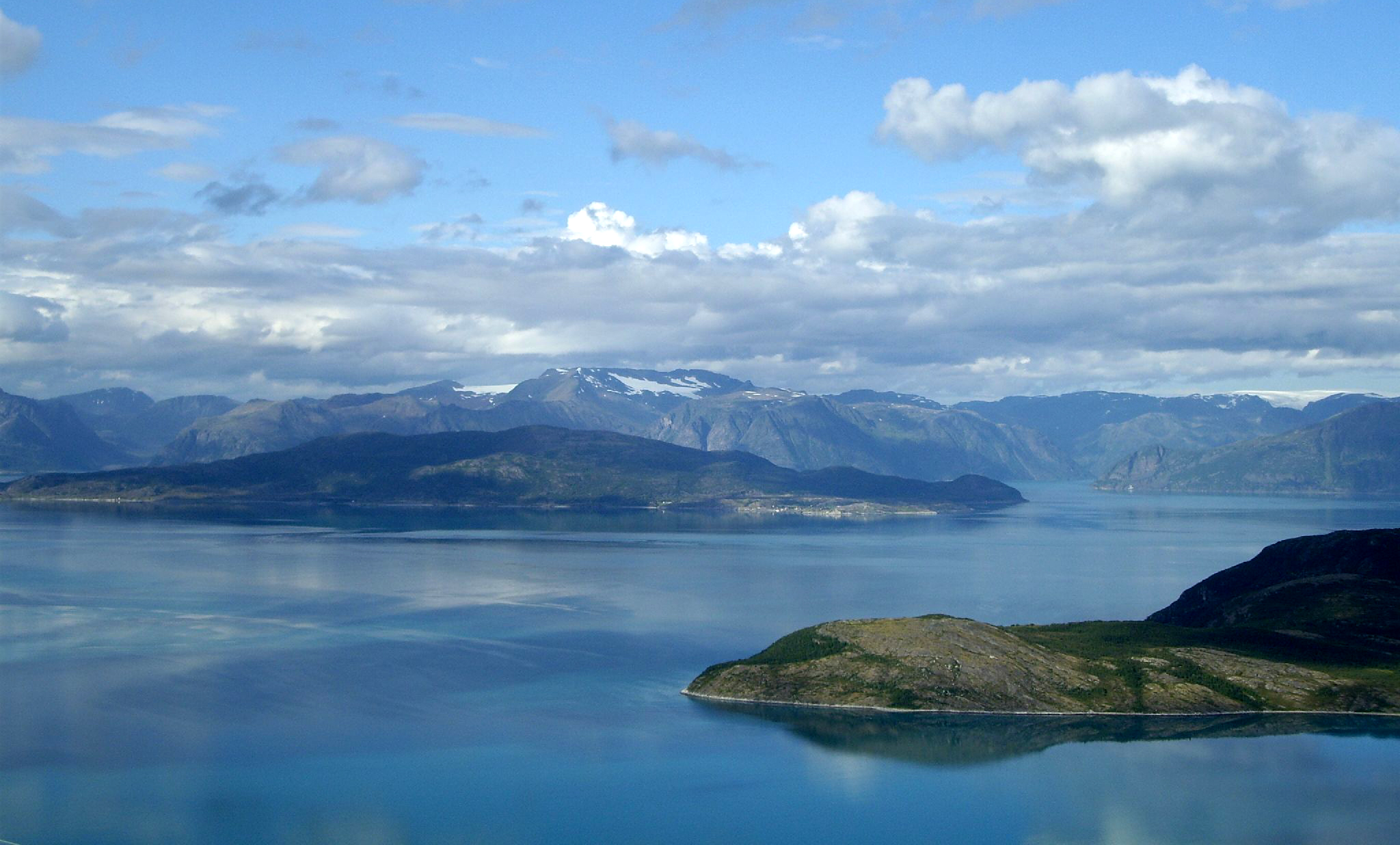
山々に抱かれたアルタフィヨルド